# قلعة الفخار (مسلسل)
قلعة الفخار مسلسل درامي سوري قصة منير موسى سيناريو وحوار علي الشريف  عرض عام 1995 

## قصة العمل
أسعد فضة رجل أعمال ورب أسرة غني يدعى «علاء الفخار» تنشأ علاقة حب بين ابنه وبنت من عائلة ميسورة الحال فتحدث خلافات بينهم

## الممثلون
- أسعد فضة
- نبيلة النابلسي
- جهاد الزغبي
- سعد الدين بقدونس
- سليم كلاس
- نورمان أسعد
- عباس الحاوي
- وضاح حلوم
- ليلى عوض
- جهاد سعد
- عبير شمس الدين
- صبحي الرفاعي
- أيمن رضا
- أوجا أبو الذهب
- بلال سعد
- دانيا محمد
- علي التلاوي
- نورهان
- قمر مرتضى
- رندة عيد
- ظفيرة قطان
- طارق مرعشلي
- شريف السيد